# Ariadna araucana
Ariadna araucana là một loài nhện trong họ Segestriidae.
Loài này thuộc chi Ariadna. Ariadna araucana được Cristian J. Grismado miêu tả năm 2008.